# マイケル・キッド＝ギルクリスト
マイケル・アンソニー・エドワード・キッド＝ギルクリスト・ジュニア（Michael Anthony Edward Kidd-Gilchrist Jr., 1993年9月26日 - ）は、アメリカ合衆国ペンシルベニア州フィラデルフィア出身の元バスケットボール選手。身長201cm、体重105kg。ポジションはスモールフォワードまたはパワーフォワード。

## 経歴

### カレッジ
2010年4月ケンタッキー大学に入学し、2011-2012シーズンに1試合平均11.9得点、7.4リバウンド、1.9アシストの成績を残した。

### NBA
2012年1巡目2位でシャーロット・ボブキャッツに指名され、NBAプレーヤーとなった。

#### ボブキャッツ/ホーネッツ
2012年11月10日、キャリア初となる25得点12リバウンドのダブル・ダブルを記録し、ダラス・マーベリックス戦勝利に貢献した。20歳以下で25得点以上12リバウンド以上を達成した選手は5人しかおらず、レブロン・ジェームズに次ぐ2番目の若さであった。
2013年5月14日、2012–13シーズンオールルーキー2nd.チームに選出された。
2014年、4年ぶり、チーム2回目のプレーオフに進出したが、1stラウンドで、ディフェンディングチャンピオンのマイアミ・ヒートにスイープされた。
2015年8月26日、4年5200万ドルの延長契約を結んだ。10月3日にオーランド・マジックとのプレシーズンゲームで右肩を負傷し、10月6日、手術を受け、2015-16シーズン全休の見込みとされていたが、2016年1月に、シーズン中の復帰を目指すために全体練習に復帰。同月29日のポートランド・トレイルブレイザーズ戦でシーズン初出場した が、2月10日のインディアナ・ペイサーズ戦で再び右肩を負傷。再手術となり、シーズン残り全試合欠場することになった。

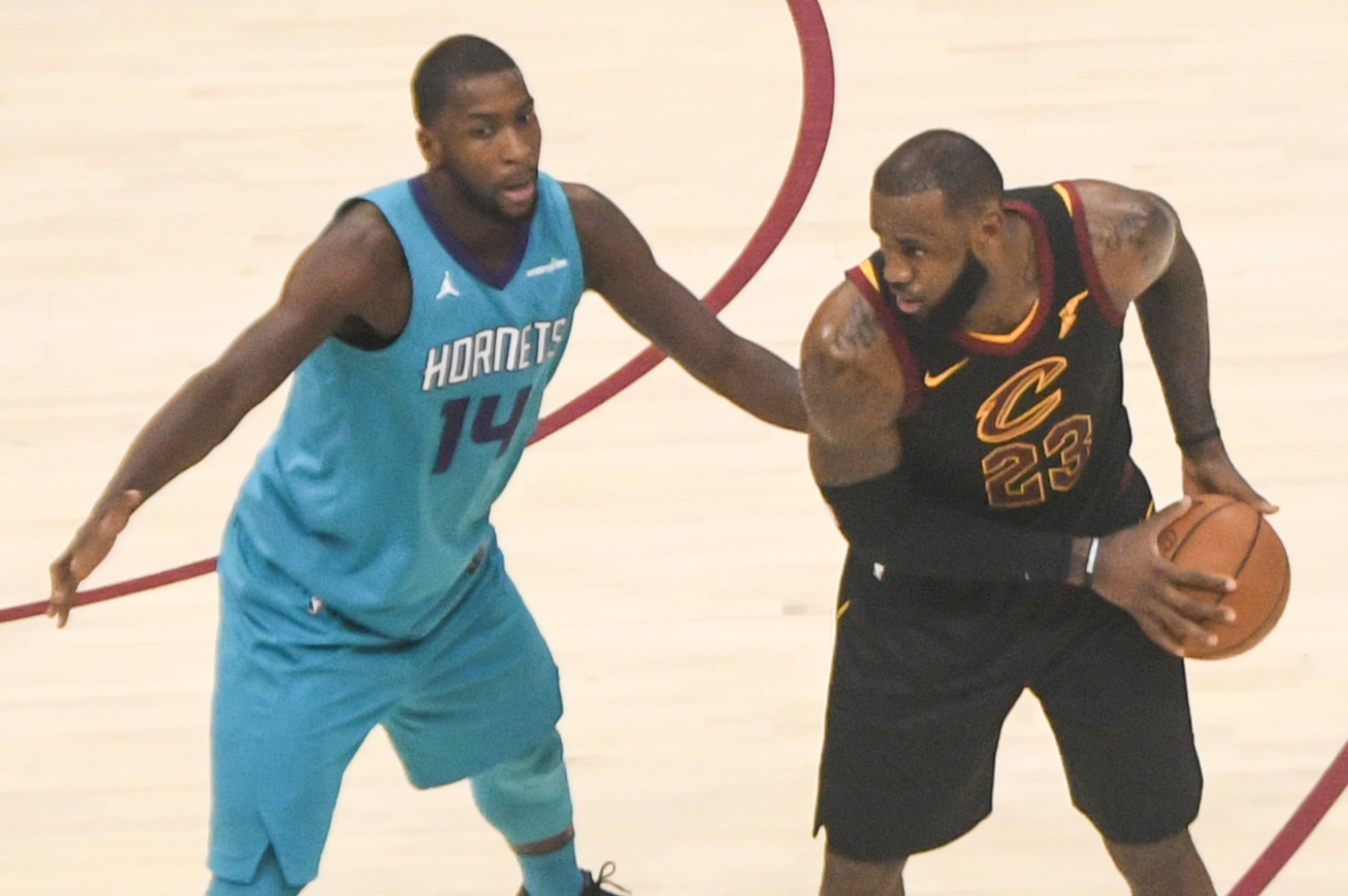
レブロン・ジェームズ(右)をディフェンスするキッド＝ギルクリスト
（2017年）

2020年2月8日、ホーネッツと契約の解消に合意し、FAとなった。

#### ダラス・マーベリックス
ホーネッツからフリーエージェントとなった3日後の2月11日、ダラス・マーベリックスと契約した。
11月28日にニューヨーク・ニックスとの契約に合意したが、翌月19日に解雇された。

## 個人成績

### NBA

#### レギュラーシーズン
| シーズン | チーム | GP  | GS  | MPG  | FG%  | 3P%  | FT%  | RPG | APG | SPG | BPG | PPG  |
| -------- | ------ | --- | --- | ---- | ---- | ---- | ---- | --- | --- | --- | --- | ---- |
| 2012–13  | CHA    | 78  | 77  | 26.0 | .458 | .222 | .749 | 5.8 | 1.5 | .7  | .9  | 9.0  |
| 2013–14  | CHA    | 62  | 62  | 24.2 | .473 | .111 | .614 | 5.2 | .8  | .7  | .6  | 7.2  |
| 2014–15  | CHA    | 55  | 52  | 28.9 | .465 | ---  | .701 | 7.6 | 1.4 | .5  | .7  | 10.9 |
| 2015–16  | CHA    | 7   | 7   | 29.3 | .541 | .429 | .690 | 6.4 | 1.3 | .4  | .4  | 12.7 |
| 2016–17  | CHA    | 81  | 81  | 29.0 | .477 | .111 | .784 | 7.0 | 1.4 | 1.0 | 1.0 | 9.2  |
| 2017–18  | CHA    | 74  | 74  | 25.0 | .504 | .000 | .684 | 4.1 | 1.0 | .7  | .4  | 9.2  |
| 2018–19  | CHA    | 64  | 3   | 18.4 | .476 | .340 | .772 | 3.8 | 1.0 | .5  | .6  | 6.7  |
| 2019–20  | CHA    | 12  | 0   | 13.3 | .340 | .294 | .778 | 2.9 | .8  | .0  | .3  | 4.0  |
| 2019–20  | DAL    | 13  | 0   | 9.3  | .308 | .000 | .800 | 2.5 | .3  | .2  | .2  | .9   |
| 通算     | 通算   | 446 | 356 | 24.6 | .474 | .272 | .715 | 5.4 | 1.2 | .7  | .7  | 8.4  |

#### プレーオフ
| シーズン | チーム | GP | GS | MPG  | FG%  | 3P%  | FT%  | RPG | APG | SPG | BPG | PPG |
| -------- | ------ | -- | -- | ---- | ---- | ---- | ---- | --- | --- | --- | --- | --- |
| 2014     | CHA    | 4  | 4  | 22.8 | .519 | .000 | .600 | 6.5 | 1.5 | .0  | .5  | 8.5 |
| 2020     | DAL    | 6  | 0  | 9.2  | .286 | .222 | .667 | 1.0 | .5  | .2  | .2  | 2.3 |
| 通算     | 通算   | 10 | 4  | 14.6 | .439 | .200 | .625 | 3.2 | .9  | .1  | .3  | 4.8 |

### カレッジ
| シーズン | チーム       | GP | GS | MPG  | FG%  | 3P%  | FT%  | RPG | APG | SPG | BPG | PPG  |
| -------- | ------------ | -- | -- | ---- | ---- | ---- | ---- | --- | --- | --- | --- | ---- |
| 2011–12  | ケンタッキー | 40 | 39 | 31.1 | .491 | .255 | .745 | 7.4 | 1.9 | 1.0 | .9  | 11.9 |

## プレースタイル
高い身体能力と213cmのウイングスパンを持つディフェンシブなスモールフォワード。201cmながら果敢にリバウンド争いに参加し、攻守にわたって献身的にコートを走り回り、年齢に反して堅実なプレースタイルを身上とする。しばしば速攻の第一線を駆け抜ける走力と高い跳躍力を活かしたダンクシュートやレイアップシュートで観客を沸かせるが、ジャンプシュートの精度他ハーフコートオフェンスのスキルについては課題が残る。ジャンプシュートを打つ際に右肘を極端に内側に向ける奇抜なシュートフォームがその一因と指摘されており、往年の名シューターであり、シャーロット・ホーネッツのアシスタントコーチを務めたマーク・プライスにコーチングを受けたが改善は見られなかった。NBA選手では、ボブキャッツなどに在籍したジェラルド・ウォーレスやアンドレ・イグダーラに例えられている。

## その他
ディフェンスやリバウンドなどで積極的に動くせいか、怪我がちであった。